# NGC 3655
NGC 3655 (również PGC 34935 lub UGC 6396) – galaktyka spiralna (Sc), znajdująca się w gwiazdozbiorze Lwa. Odkrył ją William Herschel 30 grudnia 1783 roku. Należy do galaktyk Seyferta.
W galaktyce tej zaobserwowano supernową SN 2002ji.